# پاتریشیا لافان
پاتریشیا لافان (انگلیسی: Patricia Laffan؛ ۱۹ مارس ۱۹۱۹ – ۱۰ مارس ۲۰۱۴) هنرپیشه اهل بریتانیا بود. وی بین سال‌های ۱۹۳۶ تا ۱۹۶۶ میلادی فعالیت می‌کرد.
از فیلم‌ها یا برنامه‌های تلویزیونی که وی در آن نقش داشته‌است می‌توان به کجا می‌روی اشاره کرد.